# José Chardinal D'Arpenans
José Chardinal D'Arpenans (Taubaté, 10 de outubro de 1866 – 28 de agosto de 1915) foi um médico brasileiro.
Foi eleito membro titular da Academia Nacional de Medicina em 1906, ocupando a Cadeira 72, que tem Belmiro de Lima Valverde como patrono.